# Cochabamba (miasto)
Cochabamba (ajmara Kuchawampa) – miasto w środkowej Boliwii, położone w górskiej dolinie rzeki Rocha w Kordylierze Wschodniej (Andy) na wysokości około 2600 m n.p.m. Jest to ośrodek administracyjny departamentu Cochabamba i czwarte pod względem liczby ludności miasto kraju (630 tysięcy mieszkańców w 2012). Nazwa miasta pochodzi z języka keczua, gdzie qucha oznacza jezioro lub wodę, a pampa otwartą przestrzeń.
Miasto było dwukrotnie lokowane: najpierw 2 sierpnia 1571, kiedy to nadano mu nazwę Oropeza, a drugi raz 1 stycznia 1574, na rozkaz Francisco de Toledo (wicekróla Peru). W 1786 zmieniono nazwę miasta na dzisiejszą. Początkowo było ośrodkiem produkcji rolniczej dla regionu Altiplano, a zwłaszcza dla pobliskiego górniczego miasta Potosí. W samej Cochabambie również wydobywano srebro, które zapewniło dobry rozwój miasta aż do wyczerpania złóż w XVIII wieku. W XIX wieku miasto ponownie oparło swoją gospodarkę na rolnictwie. W 2000 w mieście doszło do zamieszek w związku z prywatyzacją zaopatrzenia w wodę, nazwanych wówczas „wojną o wodę” (guerra del agua).
Obecnie Cochabamba jest ważnym ośrodkiem handlowym i gospodarczym oraz węzłem drogowym i kolejowym. Rozwinięty jest tutaj przemysł spożywczy, chemiczny i włókienniczy. W mieście działa rafineria ropy nafowej. Posiada też własny port lotniczy Jorge Wilstermann o znaczeniu krajowym i międzynarodowym. W mieście rozwija się również turystyka, w tym turystyka uzdrowiskowa.
W mieście znajduje się jedna z największych i najbardziej prestiżowych boliwijskich uczelni: założony w 1832 Uniwersytet Świętego Szymona (Universidad Mayor de San Simón).
Na wzgórzu św. Piotra w Cochabambie stoi najwyższa na świecie statua Jezusa, Cristo de la Concordia. Posąg ma 34,2 m wysokości, co razem z piedestałem (6,24 m) daje wysokość 40,44 m.

## Miasta partnerskie
- Córdoba (Argentyna)
- Miami (Stany Zjednoczone)
- San Francisco (Stany Zjednoczone)
- Almería (Hiszpania)